# Zosterops tetiparius
El anteojitos de Tetepare (Zosterops tetiparius) es una especie de ave paseriforme de la familia Zosteropidae endémica de las islas Rendova y Tetepare, pertenecientes a las islas Nueva Georgia en las islas Salomón.  Anteriormente se consideraba conespecífico el anteojitos de las Salomón (Zosterops kulambangrae). Su hábitat natural son los bosques húmedos tropicales isleños.

## Subespecies
Se reconocen dos subespecies:
- Z. k. paradoxus endémica de Rendova;
- Z. k. tetiparius endémica de Tetepare.

Ambas subespecies nunca han sido registradas fuera de su isla nativa que solo distan 3,4 km entre ellas.